# Jaime Chicharro Sánchez-Guió
Jaime Chicharro Sánchez-Guió (Torralba de Calatrava, província de Ciudad Real, 1889 - Guadarrama província de Madrid, 1934) fou un advocat i polític espanyol, diputat a les Corts Espanyoles durant la restauració borbònica.
Fill de l'antic general carlí d'origen navarrès José Chicharro y Martín del Moral, actiu durant la Tercera Guerra Carlina. Estudià amb els jesuïtes de Chamartín de la Rosa i es llicencià en dret a la Universitat de Deusto i en filosofia a la Universitat de Madrid, on va rebre la influència de Juan Vázquez de Mella a través del seu cunyat, José María Lamamié de Clairac. El 1914 marxa a Castelló de la Plana, on fundà sindicats catòlics i funda el Diario de Castellón i La Gaceta de Levante. Militava en el carlisme però l'any 1919 s'adherí a l'escissió de Mella. Fou diputat pel districte de Nules a les eleccions generals espanyoles de 1919 com a catòlic monàrquic i a les de 1920 pel Partit Conservador (sector ciervista).

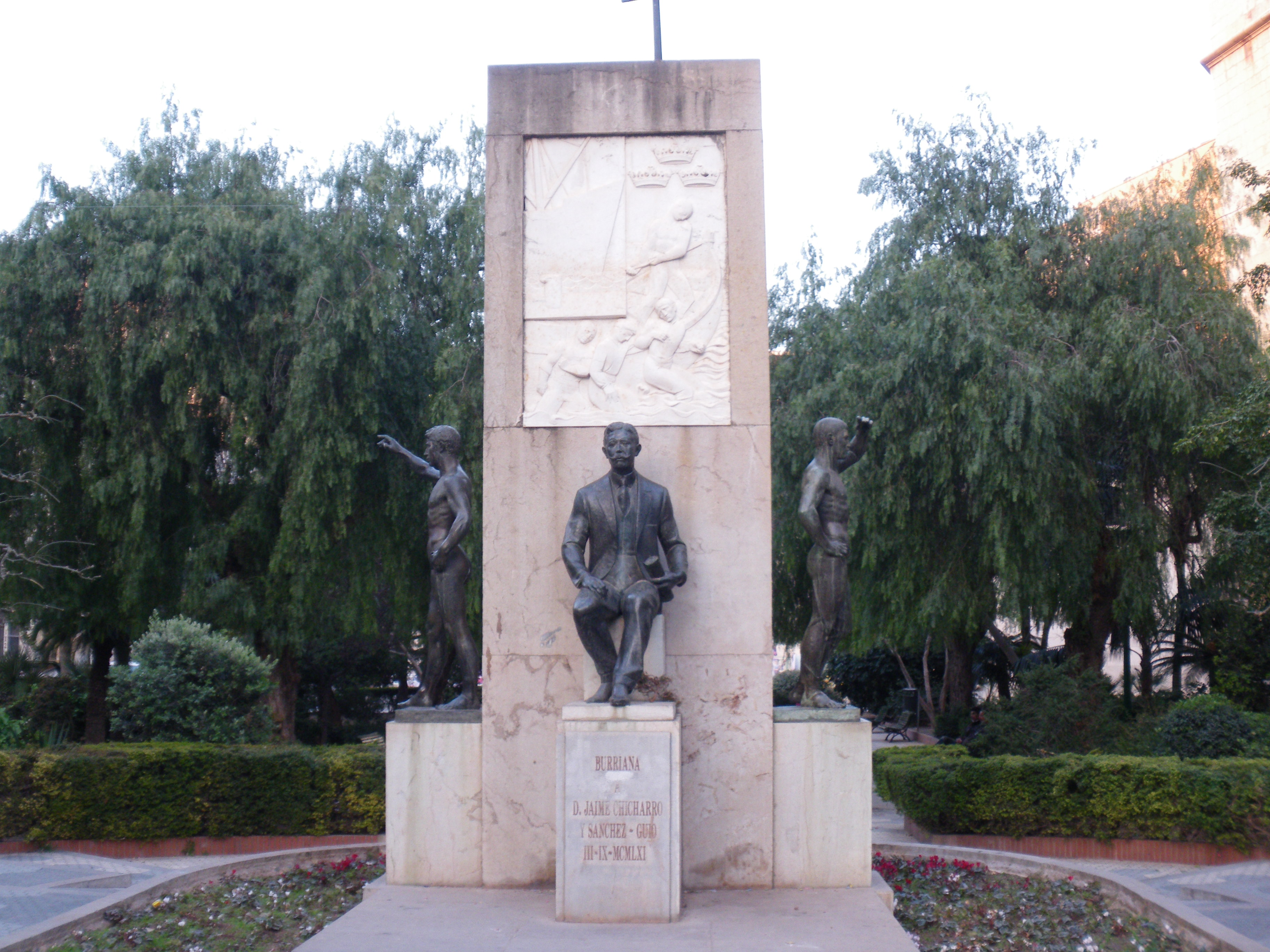
Monument a Jaime Chicharro al jardí del Pla de Borriana

Aprofità el seu càrrec per aconseguir la llicència de construcció del port de Borriana. Durant la Segona república es va traslladar a Madrid, on el 1933 fou escollit regidor pel districte de Chamberí.
Durant la Segona República tornà a militar a la Comunió Tradicionalista. La seva família es va veure marcada per la Guerra Civil Espanyola. La seva filla María Dolores (1918-1937), va ser violada i assassinada l'abril de 1937 a Madrid a la Casa de Campo per membres de l'anomenada Escuadrilla del Amanecer, que era dirigida per Valero Serrano Tagüeña i Eloy de la Figuera. Tres fills més, Antonio, Luis i Juan, s'allistaren a la Divisió Blava, i els dos primers van caure en combat. Carlos va combatre en els requetés i va morir l'abril de 1939 de resultes de les tortures que li havia infligit el Servei d'Informació Militar. El seu tretzè fill, Alfonso Carlos, fou Hércules Cortez, campió d'Espanya de lluita lliure professional el 1958.
Ja el 2 de setembre de 1961 les seues restes mortals van ser traslladades a un bell panteó en el cementeri de Borriana, que va promoure una comissió promonument a Chicharro, la qual també va encarregar a l'artista Octavio Vicent les escultures que encara avui presideixen el jardí del Pla a Borriana.